# Kou Baimen
Kou Baimen (寇湄T; 1624) è stata una poetessa cinese.
È nota per aver riscattato sé stessa a seguito di un matrimonio infelice definendosi "cavaliere errante". Sposò quindi un ricco comandante dell'esercito che le permise di vivere in agiatezza e di ospitare poeti e uomini di Stato nel suo giardino. Fu una delle otto bellezze del Qinhuai.

## Biografia
L'autore del Banqiao Zaji Yu Huai la descrive come "una donna graziosa e di quiete bellezza, ma sfrenata nello spirito e dallo stile di vita anticonvenzionale." Artista poliedrica, era abile nel comporre musica e nel decantare le poesie. Si distinse maggiormente nella composizione lirica e nei dipinti di orchidee.
All'età di 18 o 19 anni fu acquistata come concubina dal funzionario della Difesa dello Stato Zhu Guobi e si stabilì nella capitale Pechino con lui. Le nozze furono celebrate in pompa magna e Zhu Guobi tenne la giovane in camere lussuose come simbolo della sua ricchezza, similmente a quanto fatto da Li Zhangwu nei confronti di Xie Qiuniang.
Con la caduta della dinastia Ming nel 1644 Zhu Guobi si arrese e Kou Baimen venne confiscata. Riscattò sé stessa e tornò a cavallo a Nanchino in compagnia di una domestica, definendosi "cavaliere errante". Nel suo giardino ospitò diversi letterati, come il poeta Fang Wen (方文) che le dedicò 3 poesie.

Il poeta Qian Qianyi compose la seguente lirica su di lei:
()